# Plebejidea
Plebejidea — род дневных бабочка из семейства голубянок.

## Описание

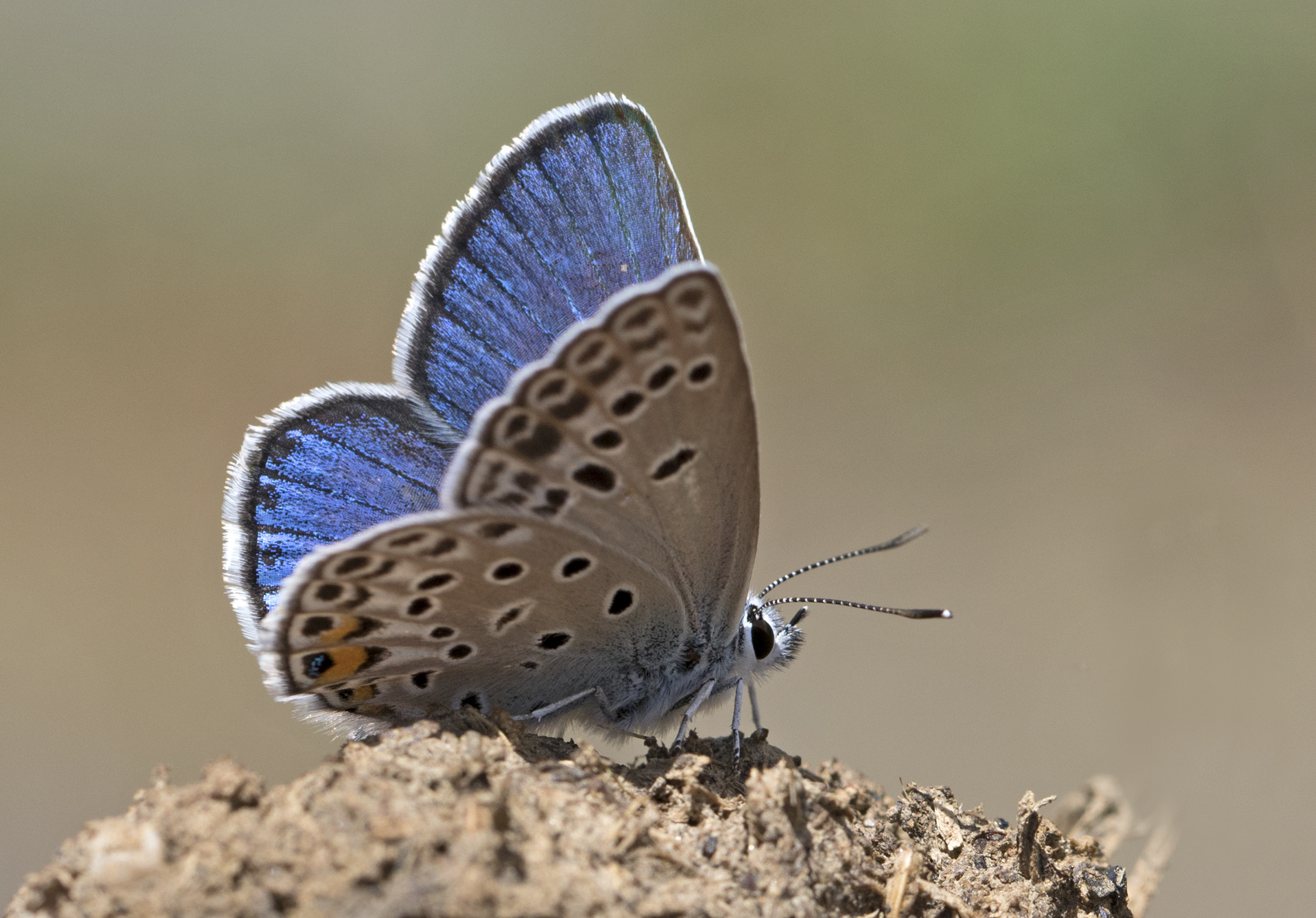
Plebejidea loewii

Половой диморфизм выражен у всех представителей рода. Верхняя сторона крыльев у самцов блестящяя синяя или фиолетово-синяя. У самки верхняя сторона крыльев бурая, часто с выраженным синим опылением у корней крыльев. В центральной ячейке на нижней стороне крыльев пятна отсутствуют. Одно или более чёрных пятен прикраевого ряда на нижней стороне задних крыльев центрированы блестящими голубыми чешуйками. Глазами покрыты короткими редкими волосками. Булава усиков состоит из 16 члеников. Копулятивный аппарат самцов характеризуется относительно длинным, тупоугольно-срезанным эдеагусом, его конец уплощен и слегка расширяется к вершине.

## Систематика
Палеарктический род с 2-4 видами, в зависимости от принятой классификации.
- Plebejidea chamanica (Moore, 1884)
- Plebejidea loewii (Zeller, 1847)
- Plebejidea sanoga (Evans, 1925)
- Plebejidea afshar (Eckweiler, 1998)

По работе Talavera G. et al. (2013) в состав рода входит только два вида:
- Plebejidea loewii (Zeller, 1847)
- Plebejidea afshar (Eckweiler, 1998)